# Y2K (2024)
Y2K is een Amerikaanse komische rampenfilm uit 2024, geregisseerd door Kyle Mooney en geschreven door Mooney en Evan Winter, met in de hoofdrollen Jaeden Martell, Julian Dennison en Rachel Zegler.

## Verhaal
Op de laatste avond van 1999 crashen twee middelbare scholieren op een oudejaarsfeestje, maar moeten in de daaropvolgende gebeurtenissen vechten voor hun leven.

## Rolverdeling
| Acteur             | Personage     |
| ------------------ | ------------- |
| Jaeden Martell     | Eli           |
| Julian Dennison    | Danny         |
| Rachel Zegler      | Laura         |
| Lachlan Watson     | Ash           |
| Daniel Zolghadri   | CJ            |
| Eduardo Franco     | Farkas        |
| Kyle Mooney        | Garrett       |
| Mason Gooding      | Jonas         |
| The Kid Laroi      | voetbal Chris |
| Miles Robbins      | Nugz          |
| Alicia Silverstone | Robin         |
| Tim Heidecker      | Howard        |
| Lauren Balone      | Raleigh       |
| Kevin Mangold      | 'Cool Blue'   |

## Productie
In april 2023 werd aangekondigd dat A24 de film zal produceren en de wereldwijde release zal verzorgen, samen met Evan Winter, Matt Dines, Ali Goodwin en Jonah Hill van Strong Baby en Christopher Storer van het Amerikaanse Light & Fixture. Weta Workshop zorgt voor het ontwerp en de visuele effecten van de film.

## Release
Y2K ging op 9 maart 2024 in première op het South by Southwest-festival.